# Большой Фискар (остров)
Большой Фиска́р (швед. Stora Fiskär, фин. Kiuskeri) — российский остров в северо-восточной части Финского залива, административно подчинённый Выборгскому району Ленинградской области. Является самым восточным островом архипелага Большой Фискар и расположен в 100 м от другого острова того же архипелага: Вулко. Должен войти в состав 3 участка Ингерманландского заповедника.
Большой Фискар перешёл от Швеции к России в 1721 г. по Ништадтскому миру. В 1920—1940 гг. принадлежал Финляндии. В 1940 г., во время советско-финской войны, был занят советской морской пехотой 4 марта. Наступление лыжных батальонов проходило по льду под сильным артиллерийским огнём финнов с острова Пуккио и имело своей целью отвлечь внимание противника от десантной операции 86-й стрелковой дивизии, переправлявшейся по льду Финского залива в тыл к финским войскам у Выборга 10 марта того же года была отбита атака, предпринятая финнами для возврата острова.
В Великую Отечественную войну остров был оставлен советскими войсками в августе 1941 г. В июле 1943 г. возле него Балтийским флотом были выставлены мины, на которых в 1944 г. подорвалась германская БДБ.